# 弗拉基米尔·谢尔盖耶维奇·维索茨基
弗拉基米尔·谢尔盖耶维奇·维索茨基（俄语：Владимир Сергеевич Высоцкий, 烏克蘭語： 罗马化：，1954年8月18日—2021年2月5日），1954年出生于乌克兰利沃夫州，俄罗斯上将，前俄罗斯海军总司令，前北方舰队司令。2007年9月12日，被任命为俄罗斯海军总司令，接替60岁退休卸任的前总司令弗拉基米尔·马索林，後於2012年5月6日卸任，由維克多·契爾科夫接替其職務。